# 白沙灣觀音廟

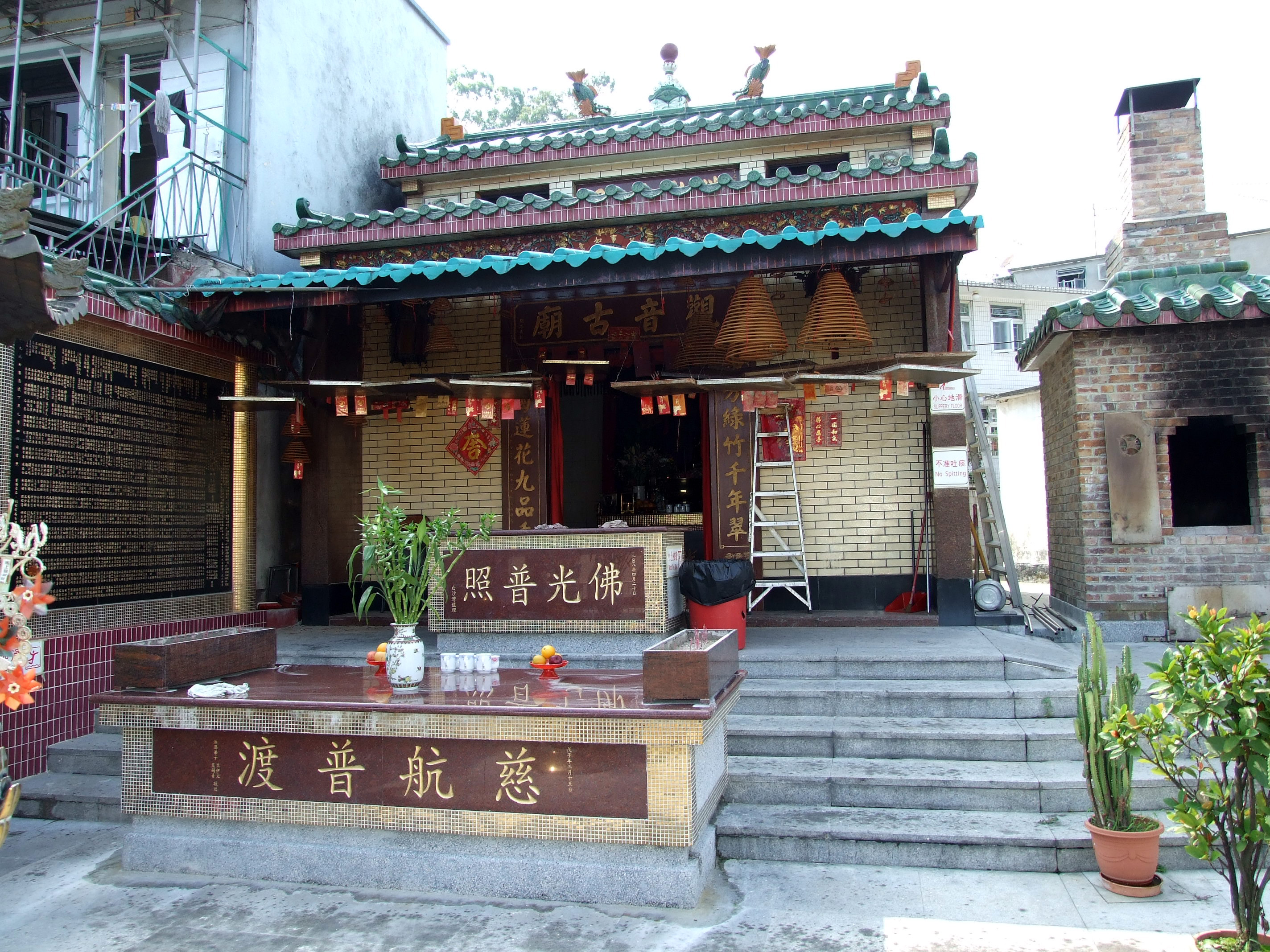
白沙灣觀音廟

白沙灣觀音廟是香港新界一所觀音廟，位於西貢白沙灣，由當地居民負責管理。這是新界東最大規模的觀音廟。廟內存一口鑄於民國八年（1919年）的銅鐘。
白沙灣觀音廟的規模較香港九龍的紅磡觀音廟小，但當地水陸居民相傳菩薩靈驗，故終年香火不絕。雖然沒有如香港境內其他觀音廟的大規模「觀音開庫」活動，但農曆六月十九的「觀音出家」時，當地居民都會在廟前慶祝，搭棚演神功戲酬神。

## 外部連結
- 白沙灣觀音廟，影視及娛樂事務管理處-電影服務統籌科